# Perissolestes romulus
Perissolestes romulus är en trollsländeart som beskrevs av Kennedy 1941. Perissolestes romulus ingår i släktet Perissolestes och familjen Perilestidae. Inga underarter finns listade i Catalogue of Life.